# C13H16
化学式C13H16（摩尔质量：172.271 g/mol）可指：
- 1,1,6-三甲基-1,2-二氢萘（英语：1,1,6-Trimethyl-1,2-dihydronaphthalene），CAS号：30364-38-6
- 2-丁基茚，CAS号：92013-12-2
- 1-苯基环庚烯，CAS号：25308-75-2

|  | 这个同类索引页列出了具有相同分子式的化学物（即同分異構體）条目。 除非您是有意链接至本页，否则应将相应条目的内部链接指向正确的条目。 |